# Dunkleosteus magnificus
A Dunkleosteus magnificus a Placodermi osztályának Arthrodira rendjébe, ezen belül a Dunkleosteidae családjába tartozó faj.

## Tudnivalók
A Dunkleosteus magnificus a Frasni korszakban élt, ott ahol manapság New York állam fekszik. Ez az állat a Rhinestreet shale-ből került elő. 1919-ben, először Hussakof és Bryant Dinichthys magnificus-ként írták le, aztán 1932-ben Heintz átnevezte Dinichthys mirabilis-ra. Mai nevét és hovátartozását Dunkle és Lane őslénykutatóknak köszönheti, akik 1971-ben áthelyezték a Dunkleosteusok közé.

## Fordítás
- Ez a szócikk részben vagy egészben  a   Dunkleosteus című angol Wikipédia-szócikk ezen változatának fordításán alapul.  Az eredeti cikk szerkesztőit annak laptörténete sorolja fel. Ez a jelzés csupán a megfogalmazás eredetét és a szerzői jogokat jelzi, nem szolgál a cikkben szereplő információk forrásmegjelöléseként.